# Park Narodowy Cerro de las Campanas
Park Narodowy Cerro de las Campanas (hiszp. Parque nacional Cerro de las Campanas) – park narodowy w środkowym Meksyku, w stanie Querétaro. Został utworzony 7 lipca 1937 roku i zajmuje obszar 0,58 km².

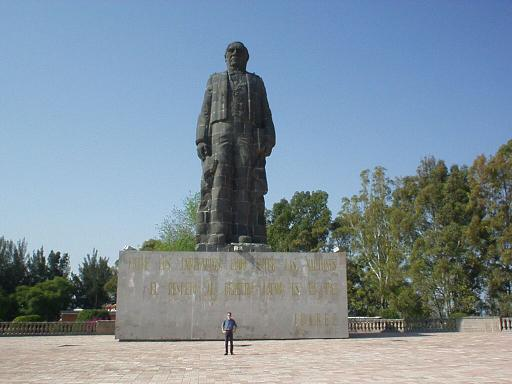
Pomnik Benito Juáreza

## Opis
Park obejmuje wzgórze Cerro de las Campanas („Wzgórze dzwonów”) i jego otoczenie w mieście Santiago de Querétaro. Nazwa wzgórza pochodzi od znajdujących się tutaj skał fonolitowych, które po uderzeniu wydają dźwięki podobne do wydawanego przez dzwony. Wzgórze ma duże znaczenie dla historii Meksyku. To tutaj w 1867 roku stracono cesarza Maksymiliana I oraz marszałka Miguela Miramóna i generała Tomása Mejíę. Na wzgórzu znajduje się, ufundowana w 1900 roku przez monarchię austro-węgierską, kaplica ku pamięci cesarza, muzeum oraz pomnik Benito Juáreza o wysokości 13 metrów. Chociaż park znajduje się na terenie miasta, stanowi on ostoję dla wielu gatunków fauny.

## Fauna
Z ssaków w parku występują m.in.: kojot preriowy, urocjon wirginijski, pancernik dziewięciopaskowy, królak florydzki i szopik pręgoogonowy.
Ptaki tu żyjące to m.in.: myszołów rdzawosterny, pustułka amerykańska, przedrzeźniacz krzywodzioby, gołębiak białoskrzydły, dziwuszka ogrodowa, strzyż kaktusowy, czyż mały, puchacz wirginijski, gołąbeczek aztecki i łuszczyk błękitny. 
Gady i płazy występujące w parku to m.in.: kolcogwan pustynny, Phrynosoma orbiculare, grzechotnik górski, lancetogłów mleczny i Incilius occidentalis.